# باغ گیاه‌شناسی ملی ایران

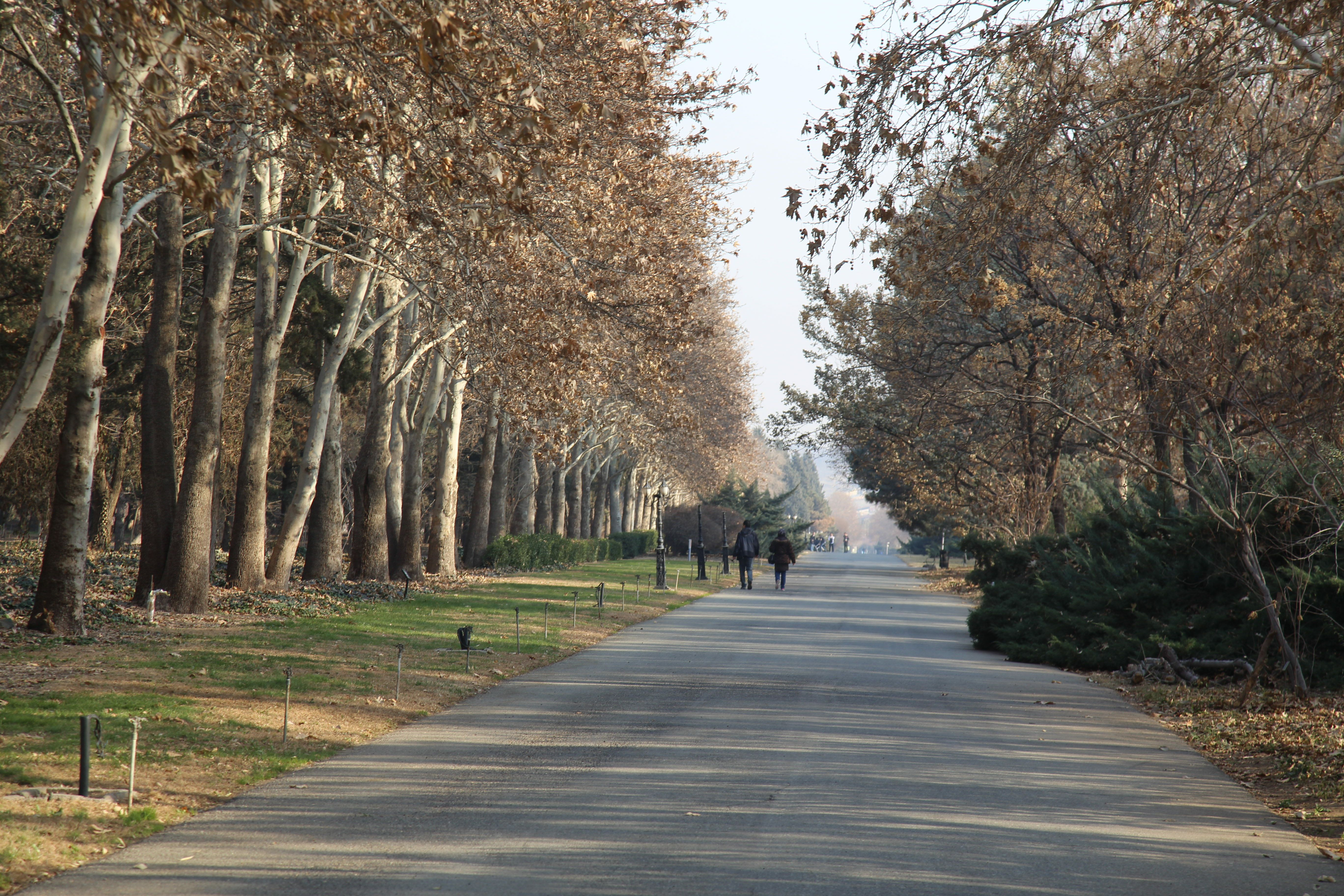
گذرگاه اصلی باغ گیاه‌شناسی ملی ایران

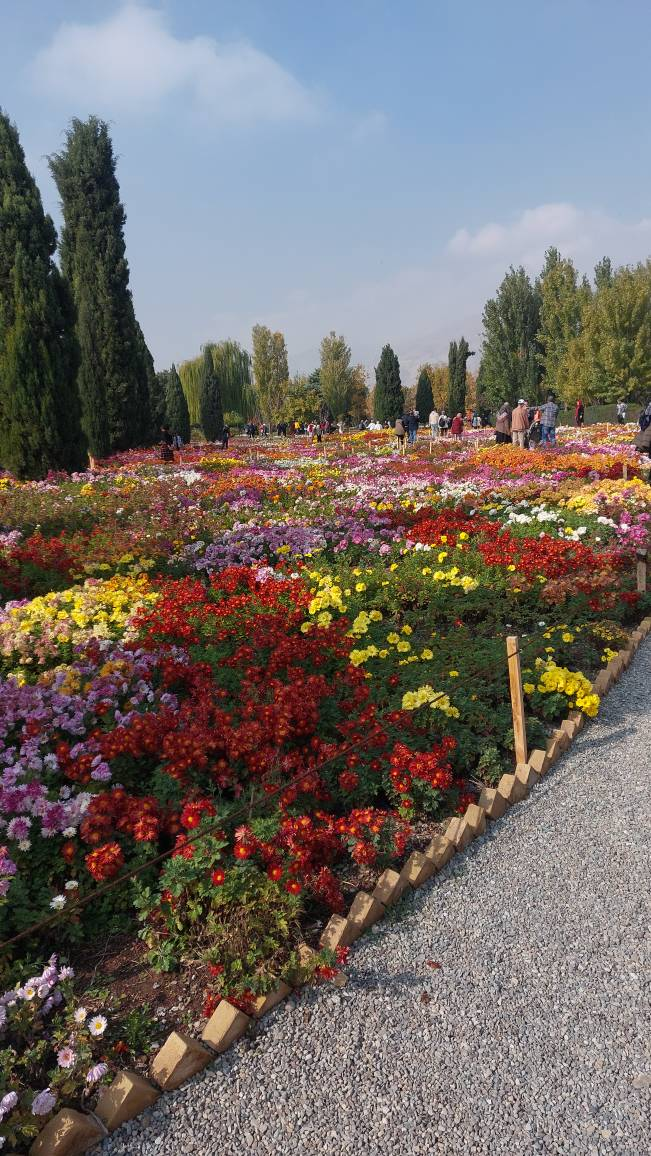
جشنواره گل‌های داوودی

باغ گیاه‌شناسی ملی ایران، یکی از باغ‌های گیاه‌شناسی ایران است که در یکی از غربی‌ترین نقاط شهر تهران، در منطقهٔ چیتگر در محله سروآزاد قرار دارد. در این باغ مجموعه‌ای از گیاهان بومی و غیر بومی (۳۰۰۰ گونه مختلف) در فضای باز یا در گلخانه‌ها کشت می‌شوند و نقش مهمی در زمینه‌های مختلف تحقیقاتی از جمله علوم گیاهی و باغبانی، آموزش عمومی و آشنا ساختن مردم به اهمیت گیاهان بر عهده دارد.
این باغ به گونه‌ای طراحی شده که نشان دهندهٔ الگویی از باغ ایرانی باشد. برای این منظور یک میدان در مرکز باغ پیش‌بینی شده که چهار بلوار در چهار سو به آن می‌پیوندد.
این باغ ۱۴۵ هکتاری زیر نظر مؤسسه تحقیقات جنگلها و مراتع کشور اداره می‌شود. از زمان تأسیس، ۳۰ هکتار از این باغ با زیرساخت‌های لازم منحصرا برای گردشگری طراحی شده بود، ولی از آنجا که اداره باغ کاملاً با بودجه دولتی انجام می‌شد، بازدید از آن ممنوع بود. از سال ۱۳۹۰ دولت وقت به تدریج بودجه آن را محدود کرد و مدیریت باغ غلی‌رغم بی میلی، به تدریج بخش‌هایی از آن را برای بازدید تورهای آموزشی-گردشی و تفریحی با نظارت کامل برای حفظ باغ باز کرد. اینکار برخلاف نگرانی‌های ابتدایی، همراه با آسیب به باغ نشد و به حامیان حفاظت از آن افزود. تعداد بازدیدکنندگان از این باغ تا سال ۱۴۰۰ از مرز ۱٫۵ میلیون نفر فراتر رفت و با مازاد بودجه اداره می‌شود.

در این باغ ۶۴ گونه درخت و درختچه از اقلیم هیرکانی، همچنین ۲۴۰ گونه گیاهی از اقلیم البرز، ۴۲ گونه چوبی و ۳۰ گونه علفی از اقلیم زاگرس و ۲۳ اجتماع گیاهی و حدود ۴۰ گونه گیاهی از اقلیم کویری و بیابانی ایران وجود دارد، اقلیم چین و ژاپن، اقلیم هیمالیا، اقلیم قفقاز، اقلیم سیبری و آمریکا و باغ‌های اروپایی از اقلیم‌های جهانی این باغ است. ایجاد باغ گیاه‌شناسی ملی ایران در سال ۱۳۴۷ با واگذاری قطعه زمینی از مراتع ملی شده در اراضی چیتگر در جاده تهران-کرج آغاز گردید. 

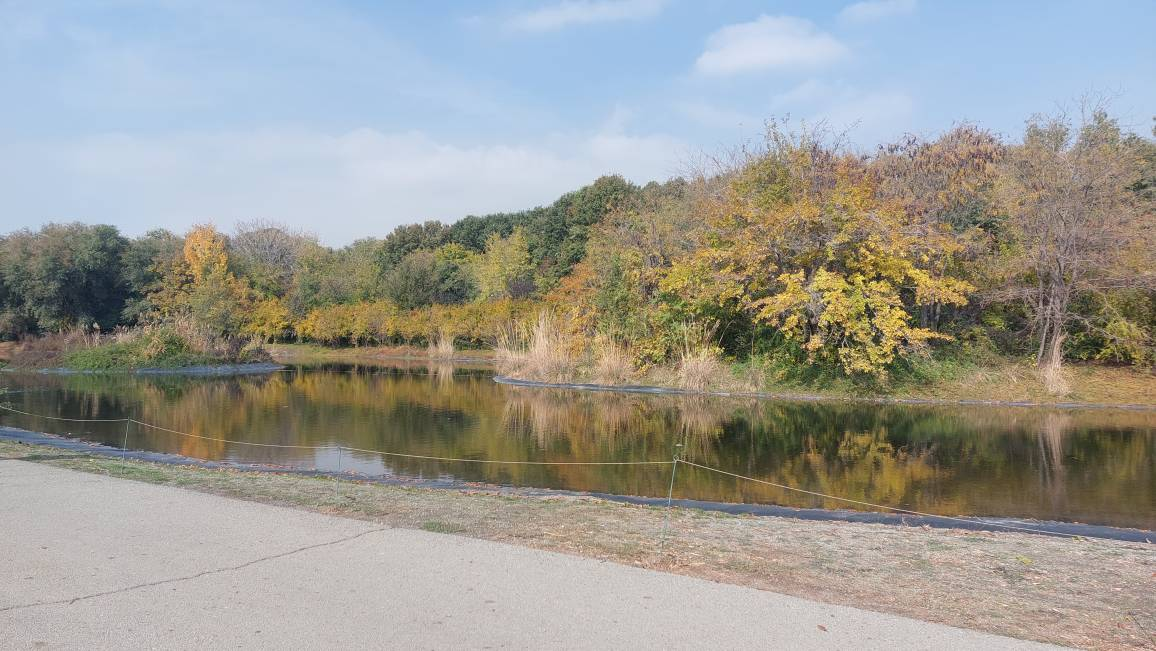
دریاچه باغ گیاه‌شناسی در فصل پاییز

## گونه‌های موجود
- اقلیم هیرکانی(لیلکی، انار وحشی، افرا، سیاه‌ال، انجیلی و به وحشی)
- اقلیم البرز (پونه، آویشن، ثعلب، توتیا، نعناع چمنی، گزنه، شیپوری، گلپر، سنبل صحرایی، زنبق، خیارک)
- اقلیم زاگرس (بلوط ایرانی (برودار)، مازودار، ویول، زرشک، سنجد، گلابی وحشی، مو، بید، سپیدار، ارغوان، سیاه تلو، زبان گنجشک و زالزالک)
- اقلیم هیمالیا (کاج کاشفی، سدروس و بلوط همیشه سبز)
- اقلیم منطقه قفقاز و آسیای میانه (مازو، آوری، افرا و بارانک)
- اقلیم آمریکا (دارتالاب و کاج تدا و درختان و درختچه‌های پهن برگ)

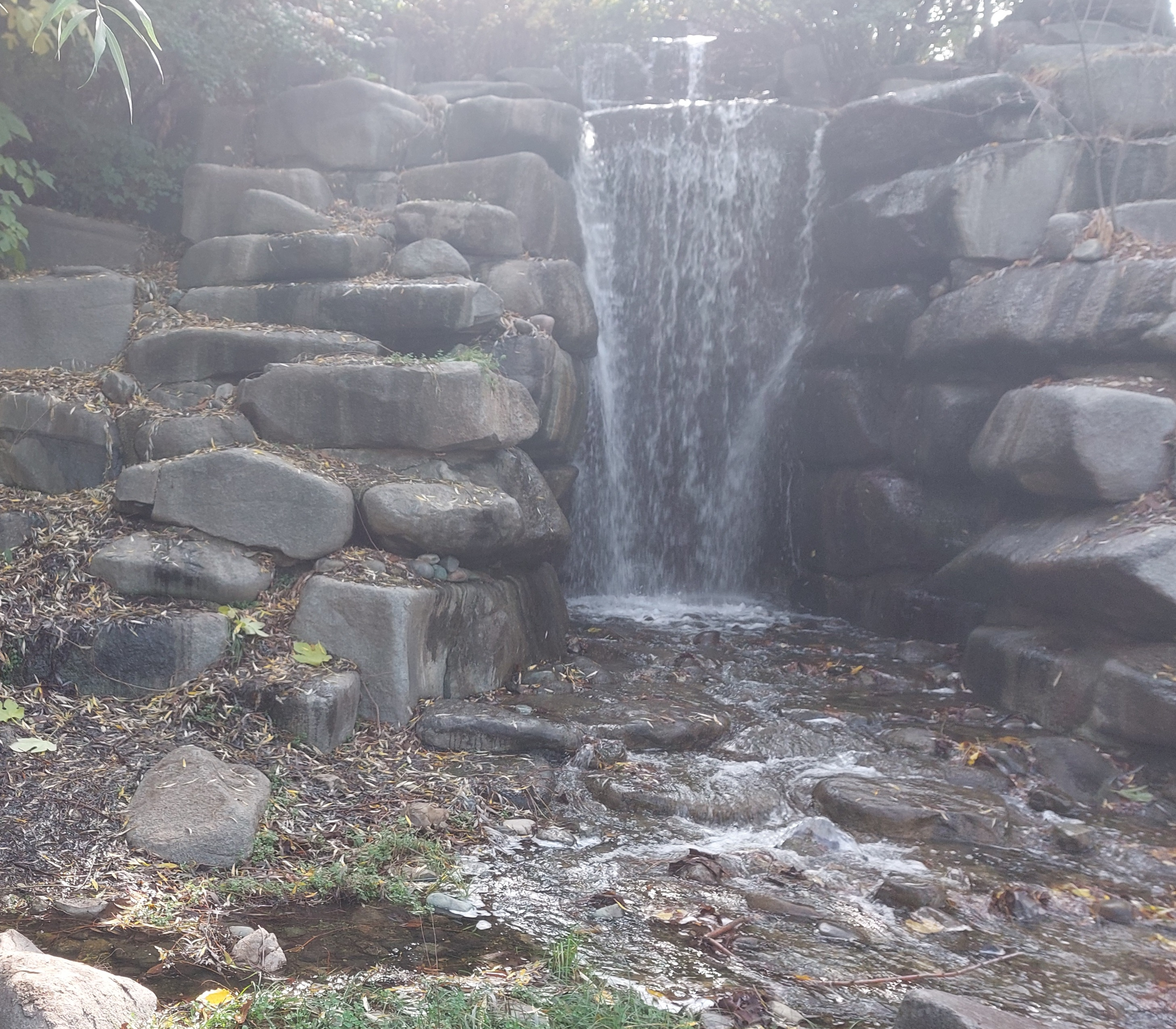
آبشار باغ گیاه‌شناسی

## آسیب‌شناسی و آینده باغ
آینده این باغ مانند اغلب آثار فرهنگی و منابع طبیعی با ساخت برجهای مسکونی در معرض خطر قرار گرفته است و ادامه پروژه شهرک سازی در شمال این باغ که مراحل اسکلت زنی را هم به پایان برده است، حیات باغ را با تهدیدات جدی روبرو کرده است. در اردیبهشت ۱۳۹۰ رئیس مؤسسه تحقیقات جنگل‌ها در مصاحبه با خبرگزاری مهر عنوان کرد «با شهردار وقت منطقه ۲۲ و دیگر بخش‌های شهرداری تماس گرفتیم و اعلام کردیم که ساخت و ساز در اطراف باغ می‌تواند به آن لطمه بزند اما این درخواست پیگیری نشد.»
این ساخت و سازها علاوه براینکه نمای کوه را در مقابل باغ گیاه‌شناسی ملی پوشانده است به همراه شهرک دیگری که در اطراف باغ ساخته شده حدود ۱۷۰هزار نفر جمعیت را به این منطقه تحمیل می‌کند که این امرعلاوه براینکه شلوغی و ترافیک را در این محدوده افزایش می‌دهد باعث کاهش آب‌های زیر زمینی و صدمات جبران ناپذیری به باغ ملی می‌شود. ساخت و سازهای جدید در فاصله ۵۰ متری حریم شمالی در حال انجام است که علاوه بر نابودی چشم‌انداز شمالی به دلیل امکان نشت فاضلاب به شدت آینده باغ را تهدید می‌کند.
همواره پرداختن به وضعیت نامطلوب زیست‌محیطی این باغ ملی که در آینده بسیار تاریک بنظر می‌رسد، از سوی رسانه‌ها بدون توجه رها شده و ساخت و ساز انبوه مسکن به تهدیدی جدی برای این منطقه خوش آب و هوا و زیبای پایتخت تبدیل شده است. نابودی چشم‌انداز تا گسیل فاضلابهای انسانی و سمی به سمت این باغ چیزی جز نابودی به همراه نخواهد داشت.